# Linyphia xilitla
Linyphia xilitla is een spinnensoort in de taxonomische indeling van de hangmatspinnen (Linyphiidae).
Het dier behoort tot het geslacht Linyphia. De wetenschappelijke naam van de soort werd voor het eerst geldig gepubliceerd in 1946 door Willis John Gertsch & Louie Irby Davis.